# Index Catalogue
Index Catalogue, förkortat IC, är två astronomiska kataloger över planetariska nebulosor, stjärnhopar och galaxer som fungerar som tilläggskataloger till New General Catalogue (NGC). 
Katalogerna kom ut 1895 (IC1) respektive 1908 (IC2), och omfattar 5 386 objekt som inte ingick i NGC-katalogen.